# РОВ (Рибник)
СК Рибницького округу вугільного «Рибник» (пол. Klub Sportowy Rybnickiego Okręgu Węglowego Rybnik) — польський футбольний клуб з міста Рибник, заснований у 1964 році. Виступає в Другій лізі. Домашні матчі приймає на Міському стадіоні, місткістю 10 304 глядачі.

## Досягнення
- Кубок Польщі
  - Фіналіст: 1975
- Перша ліга
  - Чемпіон: 1970, 1972.